# Sierra de Benicadell

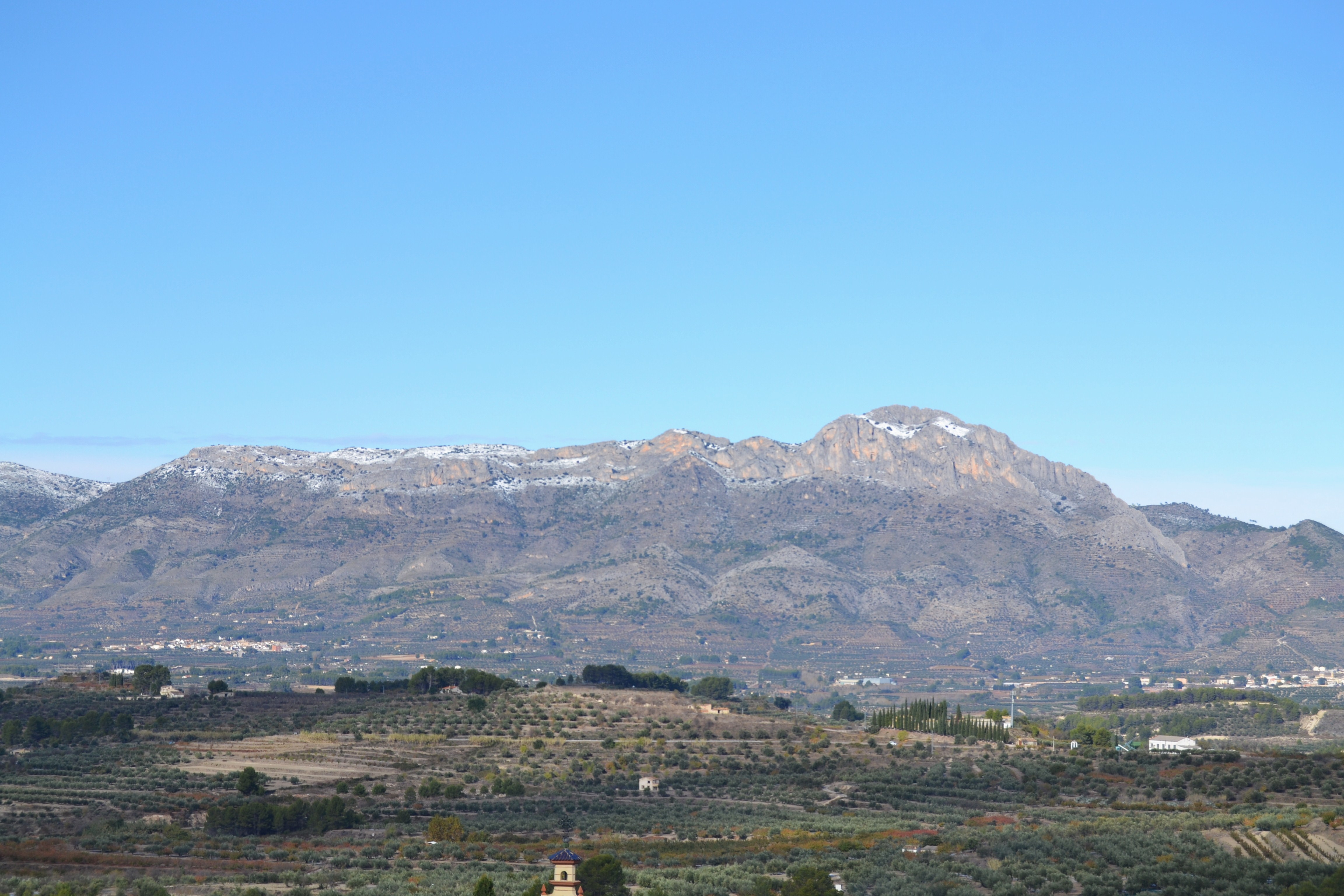
Sierra del Benicadell, desde Benialfaquí.

La sierra del Benicadell es una formación montañosa del sudeste de España que separa las comarcas valencianas de Valle de Albaida (provincia de Valencia) y del Condado de Cocentaina (provincia de Alicante).

## Geografía
Constituye una frontera natural de aproximadamente 25 km de suroeste a noreste entre estas dos provincias. La altitud máxima de esta sierra es el pico Benicadell, de unos 1104 metros de altitud. La más alta de Benicadell.

## Límites
Al noreste, la sierra de Benicadell termina en los torrentes que confluyen en el cauce del río Serpis, mientras que al sudoeste tiene su límite en el Puerto de Albaida, a 600 metros de altura, sobre el paso de la principal ruta de comunicación interior entre Alicante y Valencia atravesando Játiva, Albaida, Cocentaina y Alcoy. A continuación se prolonga en la sierra de Agullent.

## Situación geográfica
Alberga los términos municipales de Albaida, Adzaneta de Albaida, Bélgida, Beniarrés, Beniatjar, Carrícola, Gayanes, Lorcha, Muro de Alcoy, Castellón de Rugat, Otos, Ráfol de Salem y Salem.

## Flora
Antiguamente la sierra poseía abundantes pinares, pero han sufrido importantes incendios. Su vertiente norte recibe mayores precipitaciones y por ello posee una vegetación y flora más variada que la cara sur.

## Historia
En esta sierra se encuentran las ruinas de uno de los castillos musulmanes reconstruidos por el Cid en 1091 en el marco de la intervención en el Reino de València durante su segundo destierro, llamado en distintas fuentes Peña Cadiella, Peña Catir, Peña Catel o Peña Cadell; fortaleza que ha sido identificada con el Castillo de Carbonera, situado en el promontorio homónimo. El actual nombre Benicadell es una etimología popular basada en el prefijo beni- (del árabe بني, «hijos»), tan común en los topónimos cercanos. En el invierno de 1096 a 1097, sitiado allí el Cid y en graves apuros, solicita el auxilio de su entonces aliado Pedro I de Aragón, que acude junto con su hermano el infante Alfonso (futuro Alfonso I el Batallador) para socorrerlo, lo cual consiguieron en la batalla de Bairén. En 1124, este fuerte, que dominaba el paso norte-sur a través del Levante, es conquistado por Alfonso I de Aragón gracias a una expedición comandada por Gastón IV de Bearne y Rotrou III de Perche el Grande, para asegurar el paso proyectado durante la inminente expedición militar del rey de Aragón por Andalucía.  También alberga la Cova de l'Or y les pintures rupestres del barranc de Carbonera unos yacimiento del neolítico.